# Приднестровский государственный театр драмы и комедии
Приднестро́вский госуда́рственный теа́тр дра́мы и коме́дии им. Н. С. Аронецкой — один из первых молдавских театров. Открыт в начале 1930-х годов в столице тогдашней Молдавской Автономной ССР городе Тирасполе (ныне — столица Приднестровья). Начинал театр свою жизнь как театр-студия, затем как Городской драматический театр, Республиканский драматический театр драмы и комедии, а в 1992 году театр становится Приднестровским государственным театром драмы и комедии, которому в 2001 году было присвоено имя заслуженного деятеля искусств Молдавской ССР основателя театра Надежды Степановны Аронецкой.

## История

### Во время СССР
В 1934 году было принято решение о строительстве в столице МАССР г. Тирасполе специального здания для театра по проекту архитектора Г. М. Готгельфа, профессора Одесского инженерно-строительного института. Им стал компактный, симметричный комплекс, решенный в стиле неоклассицизима.
К тому времени уже были сформированы три профессиональные театральные труппы: молдавская, русская, украинская . которым исторически было суждено проработать в новом здании до 1940 года, и после образования МССР двум из них переехать в новую столицу — г. Кишинёв.
На сцене нового театра начинали свой творческий путь выдающиеся мастера театрального искусства Молдавии: актеры — Константин Константинов, Екатерина Казимирова, Кирилл Штырбул, Домника Дориенко, Евгений Казимиров, Евгений Диордиев, Мифодий Апостолов; заведующие музыкальной частью — Валерий Поляков, Давид Гершфельд; режиссёр Виктор Герлак и другие .
Торжественное открытие нового, технически оснащенного театра состоялось 25 июня 1936 года.
В годы Великой Отечественной войны здание театра было сильно разрушено. Только в 1963 году оно было полностью восстановлено и в течение пяти лет служило площадкой для различных гастролирующих коллективов и всех значимых городских мероприятий, архитекторы И. Л. Шмурун и Д. И. Палатник.

### Во время Надежды Степановны Аронецкой

Надежда Степановна Аронецкая

Новая веха в истории профессионального искусства Приднестровья и рождение театра начинается с августа 1969 года и связано с именем режиссёра и педагога Надежды Степановны Аронецкой. Вместе с 18 выпускниками актёрского факультета Кишиневского института искусств Надежда Степановна приехала в Тираспольский театр, став его первым главным режиссёром. Её главными помощниками в театре стали - режиссёр Ю.С. Доронченко, главный художник Е.А. Брукман, заведующий литературной частью И.И. Рейдерман, ассистент режиссёра Б. Аксёнов, заведующая актёрской труппой театра В.Н. Зембицкая..
Официальное открытие театра состоялось 26 марта 1970 года спектаклем «Город на заре» по пьесе А. Арбузова. Постановка получила высокую оценку зрителей и театральной критики, а режиссёры Н. Аронецкая, Ю. Доронченко, актеры Б. Аксенов, О. Лачин, Л. Руснак были отмечены премиями Молдавского театрального общества.
Но первое признание пришло к будущим актёрам Тираспольского театра чуть раньше, когда участники дипломного спектакля «О времени и о себе» режиссёра Н.С. Аронецкой — Б. Аксёнов, Л. Колохина и Е. Мызников были отмечены призами Всесоюзного студенческого театрального фестиваля в Ленинграде, а другой дипломный спектакль «Невинные речи» по А.П. Чехову режиссёра  Н. Аронецкой получил премию Молдавского театрального общества. Эти спектакли, а также дипломный спектакль «Свои люди — сочтёмся» А. Островского в постановке Ю.Доронченко и его же спектакль «Горя бояться — счастья не видать» С.Маршака составили первый репертуар Тираспольского театра.
Спектакли молодой труппы никого не оставляли равнодушными, вызывали горячие отклики у зрителей и профессиональных критиков. Это было началом признания особого почерка молодого коллектива единомышленников, который включал в себя высокую духовность, яркость, пронзительность и поэтичность. Формировался интересный, не повторяющий ничью афишу, репертуар: «Соломенная шляпка» Э.Лабиша и Марк-Мишеля (режиссёр Н. Аронецкая, актёры Б. Аксёнов, Л.Колохина, Е.Мызников и Л.Шер были награждены  премиями   Министерства культуры и Молдавского театрального общества), «Дуэнья» Р. Шеридана (режиссёр Н. Аронецкая, актёры Б. Аксёнов  и И. Таран получили призы Молдавского театрального общества), «Фэт Фрумос и солнце» режиссер и автор пьесы по молдавской сказке Н. Аронецкая, «Валентин и Валентина» М. Рощина, режиссёры Н. Аронецкая и М. Шуров, «Шутники» А. Н. Островского (режиссёр Н. Аронецкая и актёр Б. Аксёнов получили премию Молдавского театрального общества), «Эй ты, здравствуй!» Г. Мамлина, режиссёр Ю. Доронченко, «Мой брат играет на кларнете» А. Алексина, режиссёр А. Бродичанский, «Чудесная башмачница» Гарсиа Лорки, режиссер Н. Ступина, «Самодуры» по К. Гольдони (режиссёр Н. Аронецкая была отмечена на Всесоюзном смотре по работе с творческой молодёжью). А поставленный к 30-летию победы в Великой Отечественной войне спектакль «Василий Теркин» по А. Твардовскому, режиссер Н. Аронецкая, актёры Е. Толстов, В. Сухомлинов, А. Алексеев, М. Исаев, В. Уваров, художник А. Желудев были награждены серебряными медалями имени А. Попова.
В последующие годы множится перечень фестивалей, растет число спектаклей, с которыми труппа выезжает на театральные форумы, расширяя рамки театрального пространства. Это Всесоюзный смотр пушкинских спектаклей («Преданье старины глубокой»), Всесоюзный фестиваль польской драматургии («Вдовий дом»), Всесоюзный фестиваль Чехословакии («Прежде чем пропоет петух»), Международный фестиваль «Зимний Авиньон» в г. Санкт-Петербург («О мгновение»), Международный фестиваль в Румынии г. Тулча («Записки сумасшедшего»), смотр театрального искусства Молдавии и Украины «Флорар-88» («Последний пылкий влюбленный»), Международный театральный фестиваль «Тернопольские вечера» («Моцарт и Сальери»), Международный театральный фестиваль «Мельпомена Таврии» г. Херсон («Безымянная звезда»).
Периодически театр посещает г. Кишинёв, участвуя в Международном фестивале имени В. Александри («История одного золотого»), в Международном фестивале — биеннале имени Э.Ионеско («Игроки»), в фестивалях «Гала Премиилор» в разные годы («Прибайкальская кадриль», «Частная коллекция масок», «Игра любви и случая», «Кошкин дом», «Малыш и Карлсон», «Журден, Журден!», "…в «Охотничьем зале»).
О театре и его спектаклях писали ведущие критики и театроведы в республиканских и российских периодических изданиях («Молодой коммунист», «Театр», «Театральная жизнь», «Страстной бульвар», «Мир красоты» и др.).

### Во время ПМР

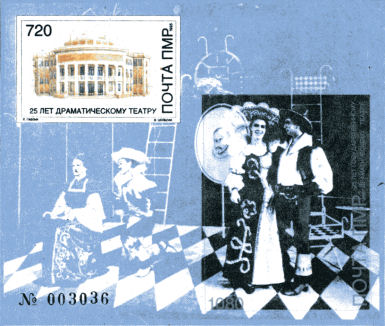
Почтовая марка ПМР «25 лет Драматическому театру» (1995)

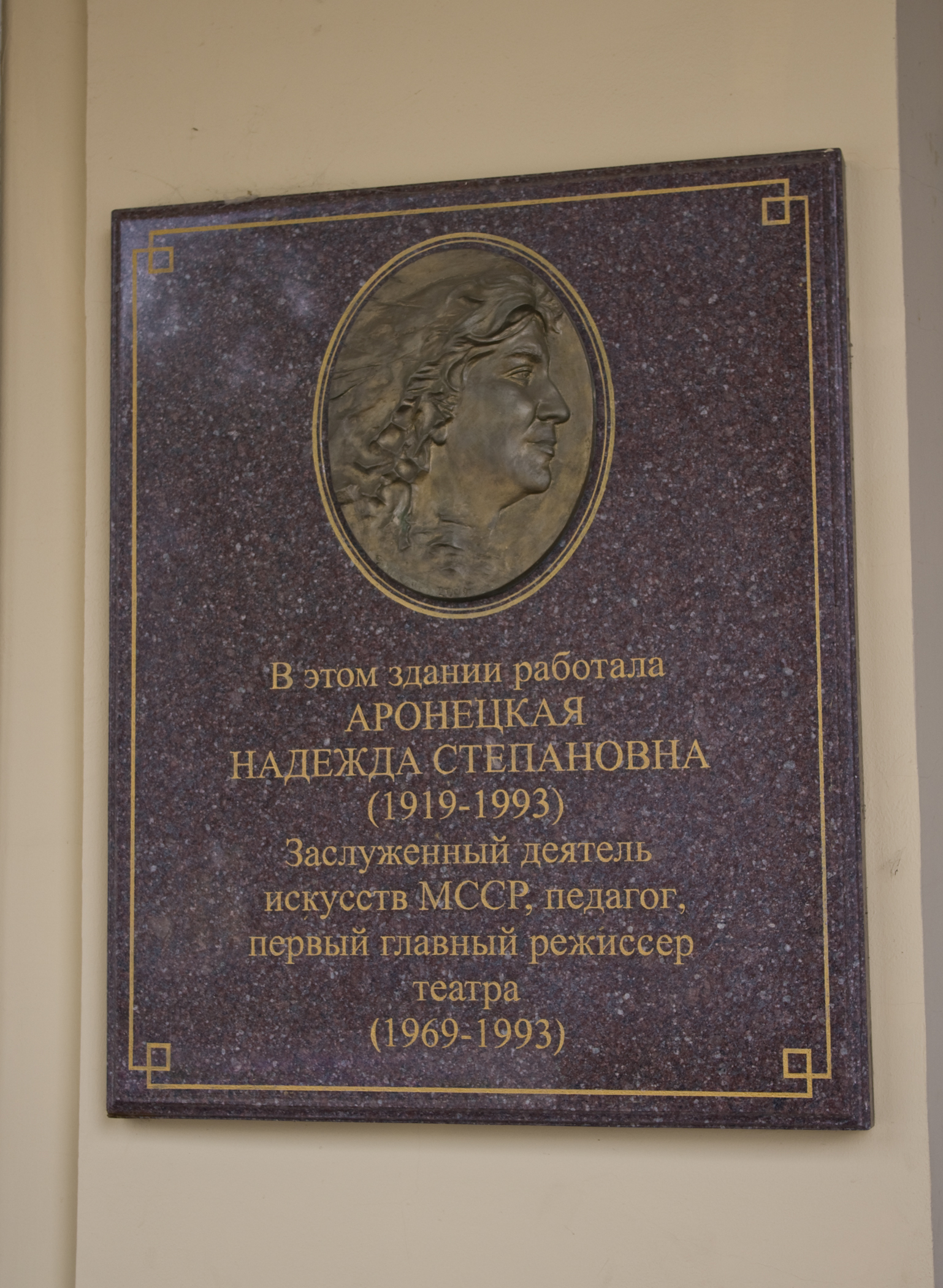
Памятная табличка на здании театра

С 1990—2005 годы проходила реконструкция театрального здания. Несмотря на все выпавшие трудности, связанные с этим периодом театр продолжал активную работу по выпуску спектаклей.
В 2005 году к открытию большого зала театра (после 15-летней реконструкции здания) к началу 36-го театрального сезона был поставлен спектакль «Безумный день, или Женитьба Фигаро» по пьесе П. Бомарше при помощи Центра поддержки русских театров за рубежом СТД РФ г. Москва. Постановку спектакля осуществил главный режиссёр областного драматического театра Александр Плетнев (г.Калуга).
После реконструкции театра было сделано много нового:
- в память основателя театра Н. С. Аронецкой 29 сентября 2009 г. на здании театра была установлена памятная доска Надежде Степановны Аронецкой;
- открыт первый театральный музей (3-й этаж);
- оформлена фотогалерея памяти актёров и работников театра, оставивших неизгладимый след в истории приднестровского театра (фойе 2-го этажа);
- оформлена выставка работ заслуженного деятеля искусств ПМР Л. А. Пироженко, который послужил театру более 25 лет.
- оформлена выставка работ художника театра А. С. Казаку (1, 2-й этаж главных лестниц).

В 2011 году 25 июня театр отметил 75-летие здания театра. Была создана выставка, приуроченная к этой дате, а также экспозиция музея и спектакль «Недосягаемая» (автор С. Моэм, реж. Б. Абдуразаков).

## Постоянная труппа актеров
В театре служит более 30 актеров, рядом с  мастерами на сцене играет и молодое, начинающее поколение актеров. Коллектив театра, продвигаясь в своем творчестве вперед, чтит свои прежние традиции, а традиции в каждом театре передаются по наследству опытными мастерами. Богат театр и прекрасными мастерами «закулисья», без чьей помощи ни один спектакль не состоится.
📍Ахмадиев Д.Ш.
📍Доряну А.В.
📍Клименко В.А.
📍Серикова И.М.
📍Нагапетьян В.В.
📍Панасенко И.Ю.
📍Вольперт С.Г.
📍Салова-Чекан О.И.
📍Тульчинская Л.В.
📍Прохорова О.В.
📍Сафронова В.Ю.
📍Матвеева А.Г.
📍Бабурин Д.Н.
📍Мазур А.Н.
📍Доброхотова О.Ю.
📍Олейник В.О.
📍Олейник И.В.
📍Джуринский Д.И.
📍Бондаренко А.В.
📍Соколова В.В.
📍Ткаченко Ю.В.
📍Лисенькая А.А.
📍Герасимова А.В.
📍Архипов М.В.
📍Астапенкова Е.А.

## Первая труппа театра
Б. Аксенов, Е. Богданова,  Л. Губарева, Л. Колохина, О. Лачин, А. Левицкий, Е. Мызников, В. Нефедов, В. Пашков, Н. Прокофьева, Е. Рубинштейн, Л. Руснак, В. Сухомлинов, И. Таран, С. Тома, Л. Шер, А. Шолош, Г. Эльманович.

## Художественно-постановочная часть театра
Художники - Д.Калесник, 
И.Дубленко, А.Слюсарева
Зав.монтировочным цехом - А.Дёмин 
Зав.постановочной частью - Д.Джуринский 
Зав.столярно-декорационным цехом - Д.Ткаченко
Зав.пошивочными цехами - Е.Якутко, Т.Базылык 
Зав.костюмерным цехом - И.Гойман
Зав.реквизитным цехом - В.Сафронова
Зав.муз. цехом - В.Кожужарь
Зав.свет. цехом - Н.Бугаёв
Зав. литературной частью - А.Бондаренко
Зав. труппой - О.Ткаченко

## Режиссёры
С театром сотрудничали такие известные режиссёры, как народный артист Украины Ю.С. Доронченко, народный артист РСО М. М. Абрамов (г. Минск), И. С. Петровский (заслуженный деятель искусств ТАССР), Е.В. Рубинштейн (заслуженный деятель искусств ПМР), В. С. Мажурин (заслуженный артист Казахской ССР),  В. А. Сухомлинов (заслуженный артист Молдовы), А. Левицкий (Тирасполь), Б. Л. Мартынов (г. Симферополь), А. В. Кузнецов (г. Москва), Г. Л. Васильев (г. Санкт-Петербург), Ю. П. Горин (г. Москва), Т. В. Чиботару (г. Кишинёв), В. А.Гунин (Заслуженный артист Литвы и России), Б. Абдуразаков (заслуженный деятель искусств Таджикистана), Э. Константинова (народная артистка РМ), В. Михельсон (г. Санкт-Петербург) и многие другие, которые внесли значительный вклад в становление и развитие театра.

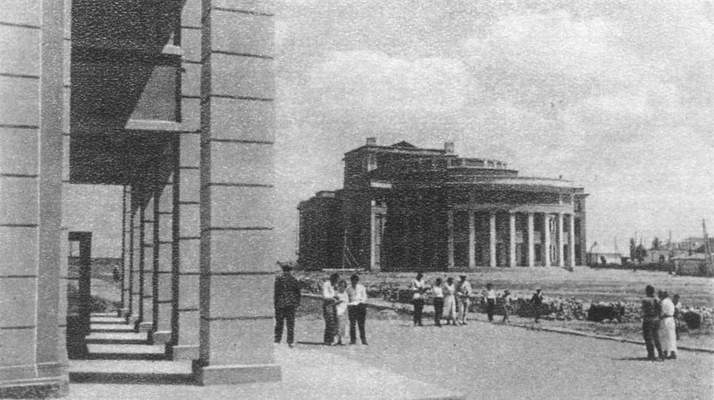
Театральная пл. после ВОВ
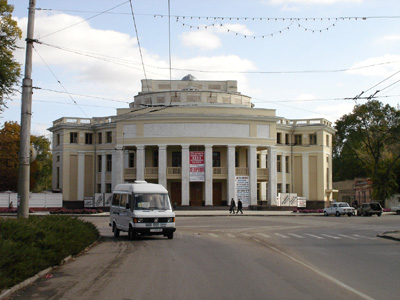
Театральная площадь в 2000-х годах

## География гастрольных маршрутов
За свою историю театр поставил более 200 спектаклей по пьесам современных драматургов, а также отечественных и зарубежных классиков. Его спектакли просмотрели более 9 млн зрителей.
Театр побывал в городах: Москва, Кишинёв, Одесса,Новороссийск, Керчь, Львов, Тернополь, Мариуполь, Черновцы, Петербург, Саранск, Кривой Рог, Ровно, Херсон, Николаев, Житомир, Ивано-Франковск, Харьков, Новороссийск, Пинск, Барановичи, Чернигов, Бобруйск, Брест, Рига, Даугавпилс, Луцк, Гомель, Витебск, Нижний Новгород, Калуга, Тверь, Видин (Болгария), Тулча (Румыния), Цхинвал (Южная Осетия) и во многих других.

## Репертуар[9]
Сегодня в афише театра около 40 спектаклей, из них 7 для детей и юношества, а так же 7 спектаклей ТЕАТРА КУКОЛ. Репертуар состоит из спектаклей, поставленных по произведениям высокой художественной пробы: А.Пушкин, Б.Васильев, Г.Бёлль, Р.Тома, Л.Зорин, Н.Коляда, М.Себастьян, Н.Саймон, Н.Лесков, А.Бенедетти, А.Чехов, Э.Ионеско, Б.Ахмадулина, Р.Баэр, А.Экзюпери, Э.Филиппо, Е.Шварц и др.
- Моцарт и Сальери
- Завтра была война
- Леди Макбет Мценского уезда[11]
- Безымянная звезда
- Варшавская мелодия
- Смешанные чувства
- Страна слепых
- Глазами клоуна
- Последний пылкий влюблённый
- Наш Чехов
- Цилиндр
- Восемь любящих женщин
- Сублимация любви
- Маленький принц
- Золушка
- Дюймовочка
- Гадкий утёнок
- Алиса в стране чудес
- Кошкин дом
- Волшебное зеркало
- Обыкновенное чудо
- Красная шапочка
- Сказка о рыбаке и рыбке
- Ледяной ключик
- Кот в сапогах
- Две Бабы-Яги
- Чиполлино
- Просто, да не просто
- Золотой цыплёнок
- Носорог и жирафа

## Участие в Международных театральных фестивалях

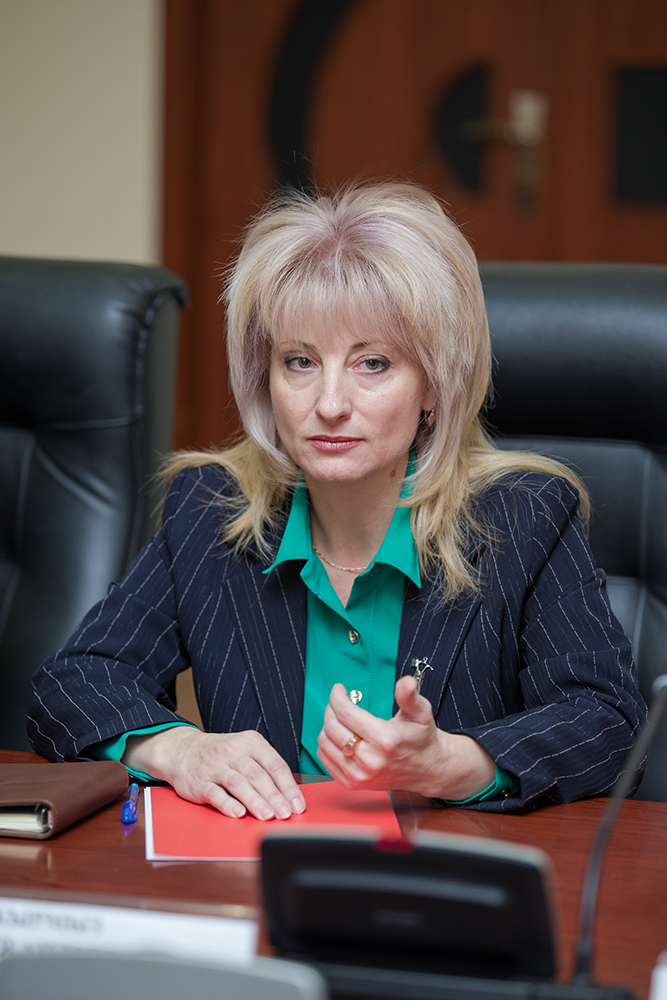
Кырмыз, Мария Андреевна — директор Приднестровского государственного театра драмы и комедии им. Н. С. Аронецкой (с 1999 по 2014 год)

«Человек играющий» Украина (г. Николаев), «Соотечественники» Республика Мордовия (г. Саранск), «Встречи в России» (г. Санкт-Петербург).
Международный театральный фестиваль «МЕЛЬПОМЕНА ТАВРИИ» (Херсон). Международный театральный фестиваль «МОЛДФЕСТ.РАМПА.РУ» (Кишинёв). В 2005 году театр участвовал в отчетном фестивале «На Страстном» (Москва). В мае 2007 года коллектив театра принимал участие в Днях Приднестровья в Москве на сцене «Театра Луна» (спектакль «Прибайкальская кадриль»). В начале августа 2008 года в рамках программы Год Приднестровья в Южной Осетии коллектив театра отправился на 10-дневные гастроли в г. Цхинвал. К сожалению, из-за начала боевых действий гастроли были прерваны.
В октябре 2012 года театр принял участие в театральном фестивале международного черноморского клуба Homo Ludens («Человек играющий»), который прошел на базе Николаевского академического художественного русского драматического театра.
В марте 2013 года труппа театра выступила со спектаклем А. Мардань «Ночь с…» на международном фестивале «Соотечественники» в городе Саранске (Республика Мордовия).

## Достижения и награды
- Медаль «За трудовую доблесть»
- Благодарственное письмо Президента ПМР И. Н. Смирнова
- Грамота Президента ПМР
- В 2006 году Приднестровскому Государственному театру присвоено почетное звание «Заслуженный коллектив ПМР»[15]

## В нумизматике
В марте 2024 года Приднестровский республиканский банк выпустил памятную монету номиналом 25 рублей «90 лет Приднестровскому государственному театру драмы и комедии им. Н. С. Аронецкой» из серии «Памятные даты и события Приднестровья». Тираж – 2500 штук.